# ادواردو ماگلیونی
ادواردو ماگلیونی (انگلیسی: Eduardo Maglioni؛ زادهٔ ۱۴ آوریل ۱۹۴۶) بازیکن فوتبال اهل آرژانتین است.
از باشگاه‌هایی که در آن بازی کرده‌است می‌توان به باشگاه اتلتیکو ایندپندینته و باشگاه فوتبال اتلتیکو هوراکان اشاره کرد.